# Gisela Kinzel
Gisela Maria Kinzel, geb. Gottwald (* 17. Mai 1961 in Kirchhellen), ist eine ehemalige deutsche Leichtathletin und Olympiateilnehmerin, die – für die Bundesrepublik startend – bei den Europameisterschaften 1986 die Silbermedaille mit der 4-mal-400-Meter-Staffel der Bundesrepublik gewann (3:22,80 min: Gisela Kinzel, Ute Thimm, Heidi-Elke Gaugel, Gaby Bußmann). Im 400-Meter-Einzelrennen dieser Europameisterschaften schied sie im Zwischenlauf nach Disqualifikation aus.
Sie startete auch, jedoch ohne Medaillenerfolge, bei den Weltmeisterschaften 1983 (4 × 400 m: Platz 6), den Weltmeisterschaften 1987 (4 × 400 m: Platz 5; 400 m: im Zwischenlauf ausgeschieden) sowie bei den Olympischen Spielen 1984 (im Vorlauf der 4-mal-400-Meter-Staffel eingesetzt, die im Endlauf Platz 4 belegte).
Gisela Kinzel gehörte zunächst dem Sportverein VfL Gladbeck an, später wechselte sie zum SC Eintracht Hamm. In ihrer Wettkampfzeit war sie 1,72 m groß 60 kg schwer.
Während ihrer Karriere war Kinzel – wie Der Spiegel 1990 enthüllte – beim SC Eintracht Hamm im sogenannten „Hammer Modell“ unter dem damaligen Bundestrainer Heinz-Jochen Spilker in ein System organisierten Dopings eingebunden. Ab 1984 wurde ihr mit eigenem Einverständnis Stromba verabreicht.